# ایدیتول
ایدیتول (به انگلیسی: Iditol) با فرمول شیمیایی C6H14O6 یک ترکیب شیمیایی با شناسه پاب‌کم 11715 است. که جرم مولی آن ۱۸۲٫۱۷۲ گرم بر مول می‌باشد. 